# Råtjärnen (Alfta socken, Hälsingland)
Råtjärnen är en sjö i Ovanåkers kommun i Hälsingland och ingår i Ljusnans huvudavrinningsområde.